# Kotasaari (ö i Lappland, Rovaniemi, lat 66,78, long 25,31)
Kotasaari är en ö i Finland. Den ligger i sjön Kontojärvi och i kommunen Rovaniemi i den ekonomiska regionen  Rovaniemi ekonomiska region  och landskapet Lappland, i den norra delen av landet, 700 km norr om huvudstaden Helsingfors. Öns area är 0,5 hektar och dess största längd är 170 meter i öst-västlig riktning.